# 马鲁古樱蛤
马鲁古樱蛤（学名：Tellinimactra maluccensis），是帘蛤目樱蛤科Tellinimactra属的一种。主要分布于中国大陆，常栖息在潮间带。